# Frederik Ruysch
Frederik Ruysch, nizozemski zdravnik in anatom, * 23. marec 1638, Haag, † 22. februar 1731.
Ruysch je najbolj znan po tem, da je dokazal delovanje zaklopk v limfnem sistemu.